# ФК Падерборн 07
Спортски клуб Падерборн 07 немачки је фудбалски клуб из Падерборна који наступа у Другој Бундеслиги. 
Клуб је основан 1907. године, а домаће утакмице игра на стадиону Бентелер-Арена капацитета 15.000 места. Падерборн је први пут у својој историји ушао у Бундеслигу у сезони 2014/15. Након тога су пали до треће лиге, а у сезони 2019/20. су се вратили у највиши ниво такмичења. Сезону 2019/20 завршили су на 18ом месту Бундеслиге и поново испали у други ранг такмичења.

## Новији резултати
| Сезона   | Лига       | Ранг | Позиција |
| 2005/06. | Цвајта     | II   | 9.       |
| 2006/07. | Цвајта     | II   | 11.      |
| 2007/08. | Цвајта     | II   | 17. ↓    |
| 2008/09. | 3. Лига    | III  | 3. ↑     |
| 2009/10. | Цвајта     | II   | 5.       |
| 2010/11. | Цвајта     | II   | 12.      |
| 2011/12. | Цвајта     | II   | 5.       |
| 2012/13. | Цвајта     | II   | 12.      |
| 2013/14. | Цвајта     | II   | 2. ↑     |
| 2014/15. | Бундеслига | I    | 18. ↓    |
| 2015/16. | Цвајта     | II   | 18. ↓    |
| 2016/17. | 3. Лига    | III  | 18.      |
| 2017/18. | 3. Лига    | III  | 2. ↑     |
| 2018/19. | Цвајта     | II   | 2. ↑     |
| 2019/20. | Бундеслига | I    | 18. ↓    |
| 2020/21. | Цвајта     | II   | 9.       |